# Frederik Sneedorff Birch
Frederik Sneedorff Birch, född 1 mars 1805 i Maribo, död 11 mars 1869 i Århus, var en dansk författare, son till biskop Andreas Birch.
Birch var under hela sitt liv en märklig och orolig person, som inte kunde inrikta sig på något bestämt. Han studerade först teologi, men ägnade senare sitt intresse främst åt poesi och musik. Under en följd av år (1829–38) verkade han som lärare vid Latinskolan i Århus, men efter att ha avskedats därifrån förde han en vagabonderande tillvaro. Han vistades främst på landet, där han kunde dikta och musicera i lugn och ro, samla på folkminnen och folkvisor, för vilket han hade stort intresse. Han räddade således de populära sångerna "Skære, skære havre" och "Det var en lørdag aften" från glömskan. 
Birch gjorde även en del besök i Köpenhamn, där han gärna läste sina dikter i studentkretsar, men varifrån han på grund av sin svaghet för starka drycker återvände tämligen utblottad. Han skrev en mängd berättelser och dikter, som huvudsakligen publicerades anonymt i tidskrifter och utgav folkminnen såsom Folkesagn (1828), 1,300 danske Ordsprog (1836), men intet i hans produktion har synnerligt värde. I slutet av sitt liv var han starkt upptagen med planer syftande till fiskerinäringens förbättring.